# 乙酰丙酮钡
乙酰丙酮钡是一种化合物，化学式为Ba(C5H7O2)2，它可由氢氧化钡和乙酰丙酮在无水乙醇中反应制得。它可用作有机金属化学气相沉积的钡源，如用于制备钛酸钡薄膜。